# Scottish Football League 1890/91
Die Scottish Football League 1890/91 war die erste Saison der höchsten schottischen Fußballliga. Sie begann am 16. August 1890 und endete am 12. Mai 1891. Zum ersten und bisher letzten Mal wurde der Titel geteilt, nachdem der FC Dumbarton und die Glasgow Rangers mit der gleichen Punkteanzahl die Spielzeit beendet hatten. Ein Entscheidungsspiel, das den Meister endgültig ermitteln sollte, endete 2:2 unentschieden. Das Spiel wurde am 21. Mai 1891 im Cathkin Park in Glasgow ausgetragen.
Während der Saison fanden auch andere merkwürdige Ereignisse statt. So wurde unter anderem der FC Renton nach vier ausgetragenen Spielen aus der Liga wegen Professionalismus ausgeschlossen, sodass die Ergebnisse des Vereins annulliert wurden. Absteiger war der FC Cowlairs, der keine Wiederwahl von den anderen Ligamitgliedern bekam. Torschützenkönig wurde mit 20 Treffern Jack Bell vom FC Dumbarton.

## Vereine
| Verein              | Stadt      | Stadion         |
| ------------------- | ---------- | --------------- |
| Celtic Glasgow      | Glasgow    | Celtic Park     |
| FC Abercorn         | Paisley    | Underwood Park  |
| FC Cambuslang       | Cambuslang | Whitefield Park |
| FC Cowlairs         | Glasgow    | Springvale Park |
| FC Dumbarton        | Dumbarton  | Boghead Park    |
| FC St. Mirren       | Paisley    | Westmarch       |
| FC Vale of Leven    | Alexandria | Millburn Park   |
| Glasgow Rangers     | Glasgow    | Ibrox Park      |
| Heart of Midlothian | Edinburgh  | Tynecastle Park |
| Third Lanark        | Glasgow    | Cathkin Park    |

## Statistik

### Abschlusstabelle
| Pl. | Verein              | Sp. | S  | U | N  | Tore    | Diff. | Punkte |
| --- | ------------------- | --- | -- | - | -- | ------- | ----- | ------ |
| 1.  | FC Dumbarton        | 18  | 13 | 3 | 2  | 061:210 | +40   | 29:70  |
| 1.  | Glasgow Rangers     | 18  | 13 | 3 | 2  | 058:250 | +33   | 29:70  |
| 3.  | Celtic Glasgow 1    | 18  | 11 | 3 | 4  | 048:210 | +27   | 21:15  |
| 4.  | FC Cambuslang       | 18  | 8  | 4 | 6  | 047:420 | +5    | 20:16  |
| 5.  | Third Lanark 1      | 18  | 8  | 3 | 7  | 038:390 | −1    | 15:21  |
| 6.  | Heart of Midlothian | 18  | 6  | 2 | 10 | 031:370 | −6    | 14:22  |
| 7.  | FC Abercorn         | 18  | 5  | 2 | 11 | 036:470 | −11   | 12:24  |
| 8.  | FC St. Mirren       | 18  | 5  | 1 | 12 | 039:620 | −23   | 11:25  |
| 8.  | FC Vale of Leven    | 18  | 5  | 1 | 12 | 027:650 | −38   | 11:25  |
| 10. | FC Cowlairs 1       | 18  | 3  | 4 | 11 | 024:500 | −26   | 06:30  |

### Meisterschaftsspiel
Das Spiel wurde am 21. Mai 1891 im Cathkin Park (Glasgow) vor 10.000 Zuschauern ausgetragen.
|              | Ergebnis |                 |
| ------------ | -------- | --------------- |
| FC Dumbarton | 2:2      | Glasgow Rangers |

## Wahlprozedere
Die Regularien der Scottish Football League sahen vor, dass sich am Saisonende die drei schlechtesten platzierten Teams zur Wiederwahl stellen mussten. Abgestimmt wurde auf der jährlichen Hauptversammlung der Scottish Football League, bei der zugleich über Neuaufnahmen entschieden wurde.
| Verein           | # Stimmen | Ergebnis      |
| ---------------- | --------- | ------------- |
| FC St. Mirren    |           | wiedergewählt |
| FC Vale of Leven |           | wiedergewählt |
| Leith Athletic   |           | gewählt       |
| FC Cowlairs      |           | nicht gewählt |

## Die Meistermannschaft des FC Dumbarton
(Berücksichtigt wurden alle Spieler mit mindestens einem Einsatz)
| 1. | FC Dumbarton |
|    | - Tor: John McLeod - Abwehr: John Hannah, Alex McDonald, Alex Miller, Daniel Watson - Mittelfeld: Dickie Boyle, Jones, Leitch Keir, Lang, Tom MacMillan - Sturm: Jack Bell, James Galbraith, William Henderson, Alex Hutcheson, Neil Kerr, Hugh Mair, James McNaught, John Miller, Jack Taylor, Willie Thomson, Wilson - Trainer: n. b. |

## Die Meistermannschaft der Glasgow Rangers
(Berücksichtigt wurden alle Spieler mit mindestens einem Einsatz)
| 1. | Glasgow Rangers |
|    | - Tor: Alick McKenzie, David Reid - Abwehr: Donald Gow, William Hodge, Andrew McCreadie, James McIntyre, John Muir - Mittelfeld: Neil Kerr, Robert Marshall, David Mitchell, Willie White, Jimmy Wilson, Tom Wyllie - Sturm: James Henderson, David Hislop, Hugh McCreadie, John McPherson - Trainer: William Wilton |